# Otto Becher
Otto Humphrey Becher, född 13 september 1908 i Harvey, Australien, död 15 juni 1977 i Sydney, Australien, var en sjöofficer i australiska flottan. Han föddes i Harvey, Western Australia och gick på Royal Australian Naval College 1922. Efter examen 1926 hade han en rad personal- och träningspositioner innan han specialiserade sig inom artilleri.
Becher var örlogskapten vid andra världskrigets utbrott och medverkade vid evakueringen av allierade trupper från Namsos i Norge under tiden han tjänstgjorde ombord på den tunga kryssaren HMS Devonshire. Han mottog därefter Distinguished Service Cross. Efter utförd tjänstgöring i Medelhavet återvände han till Australien 1942 som befälhavare för artilleriskolan vid HMAS Cerberus. Han tillbringade två år på Cerberus innan han gavs befälet över jagaren HMAS Quickmatch i mars 1944. Under tiden han kommenderade Quickmatch i operationer mot japanska styrkor i stilla havet mottog Becher ett medaljspänne till sitt Distinguished Service Cross.
Vid krigsslutet var Becher placerad vid Navy Office och senare till hangarfartyget HMAS Sydney. 1951 fick han befälet över jagaren HMAS Warramunga. Warramunga utgjorde en del av Australiens bidrag till FN-styrkorna under Koreakriget. Becher blev befordrad till kommendör och tilldelades Distinguished Service Order samtidigt som han utförde operationer i koreanska vatten. Tillbaka i Australien hade han flera stabspositioner och hade befälet över hangarfartyg HMAS Melbourne och HMS Vengeance. Han befordrades till konteramiral 1959 och tjänstgjorde som chef för australiska flottan mellan 1964 och 1965. Efter ett år som chef för Australiens östra militärområde pensionerades han 1966. Han dog 1977, vid 68 års ålder.